# Церковный регион Абруццо-Молизе
Церковный регион Абруццо-Молизе является одним из шестнадцати церковных регионов, на которые разделена территория Католической церкви в Италии. Его территория примерно соответствует территории двух административных районов Итальянской Республики — Абруццо и Молизе; в пограничных районах есть небольшие изменения, обусловленные конфигурацией отдельных епархий, относящихся к отдалённой эпохе. Папская семинария региона Абруцце-Молизе им. Св. Пия X в Кьети также относится к этому региону.

## Церковный регион сегодня
- Площадь: 15 472 км²
- Население: 1 544 232
- Приходы: 1074
- Количество светских священников: 942
- Количество постоянных священников[итал.]: 418
- Количество постоянных диаконов: 81

### Подразделение
Этот церковный регион поделен на одиннадцать диоцезов, поделённых следующим образом:
- Архидиоцез Л'Акуилы, метрополия, подчиняющая себе:
  - Диоцез Авеццано
  - Диоцез Сульмона-Валва
- Архидиоцез Пэскара-Пэннэ, метрополия, подчиняющая себе:
  - Диоцез Терамо-Атри
- Архидиоцез Кьети-Васто, метрополия, подчиняющая себе:
  - Архидиоцез Ланчиано-Ортона
- Архидиоцез Кампобассо-Боиано, метрополия, подчиняющая себе:
  - Диоцез Исерния-Венафро
  - Диоцез Термоли-Ларино
  - Диоцез Тривенто

### Несуществующие епархии церковных регионов Абруццо и Молизе
- Диоцез Амитерно
- Диоцез Авейя
- Диоцез Кампли
- Диоцез Читтадукалэ
- Диоцез Гуардиалфиэра
- Диоцез Офена
- Диоцез Сэпино

## Руководство

### Конференция католических епископов Италии в регионе Абруццо-Молизе
- Председатель: Бруно Форте, архиепископ из Кьети-Васто
- Вице-президент: Джанфранко Де Лука, епископ из Термоли-Ларино
- Секретарь: Камилло Пищи, епископ в Изерния-Венафро

### Председатели
- 2004—4 января 2011 — Карло Гидэлли, архиепископ города Ланчано-Ортона
- 4 января 2011—18 января 2016 — Томмасо Валэнтинэтти, архиепископ из Пескара-Пенне
- 18 января 2016—н. в. — Бруно Форте, архиепископ Кьети-Васто